# Wołodymyr Samborski
Wołodymyr Serhijowycz Samborski, ukr. Володимир Сергійович Самборський (ur. 29 sierpnia 1985 w Kijowie) – ukraiński piłkarz, grający na pozycji obrońcy, a wcześniej pomocnika i napastnika.

## Kariera piłkarska

### Kariera klubowa
Wychowanek Dynama Kijów. Latem 2001 rozpoczął karierę piłkarską w farm klubie Borysfen-2 Boryspol. Potem występował w drugiej i trzeciej drużynie Dynama. Na początku 2004 został piłkarzem Metalista Charków, w składzie którego 25 lipca 2004 debiutował w Wyższej Lidze w meczu z Worskłą Połtawa. Na początku następnego roku przeniósł się do Arsenału Charków, który latem został reorganizowany w FK Charków. W grudniu 2007 podpisał nowy dwuletni kontrakt z FK Charków. Po wygaśnięciu kontraktu poszukiwał klub, dopiero na początku 2011 podpisał kontrakt z Krywbasem Krzywy Róg. Występował tylko w drużynie rezerw i po zakończeniu sezonu 2010/11 zakończył karierę piłkarską.

### Kariera reprezentacyjna
Występował w młodzieżowej reprezentacji Ukrainy. Wcześniej bronił barw juniorskiej reprezentacji Ukrainy.

## Sukcesy i odznaczenia

### Sukcesy klubowe
- wicemistrz Pierwszej lihi Ukrainy: 2005

### Sukcesy reprezentacyjne
- brązowy medalista Europy U-19: 2004
- uczestnik turnieju finałowego Mistrzostw świata U-20: 2005